# Emilia Rulka
Emilia Rulka (ur. 9 marca 1986) – polska judoczka.
Zawodniczka klubów: UKSJ Nippon Olsztyn (2000-2007), TS Gwardia Opole (2008). Brązowa medalistka mistrzostw Polski seniorek 2007 w kategorii open oraz brązowa medalistka mistrzostw Polski OPEN seniorek 2005. Ponadto m.in. młodzieżowa mistrzyni Polski 2007 w kategorii powyżej 78 kg.